# سرخس شبه منجلي
سرخس شبه منجلي[بحاجة لمصدر] (الاسم العلمي:Polypodium subfalcatum) هو نوع نباتي يتبع جنس السرخس من فصيلة السرخسية.